# Bisdom Pasto
Het bisdom Pasto (Latijn: Dioecesis Pastopolitana) is een rooms-katholiek bisdom met als zetel Pasto, in Colombia. Het bisdom is suffragaan aan het aartsbisdom Popayán. 

## Geschiedenis
Het bisdom werd opgericht op 10 april 1859, uit delen van het bisdom Popayán, en was suffragaan aan het aartsbisdom Bogotá. Op 20 juni 1900 werd het suffragaan aan het nieuw verheven aartsbisdom Popayán. 

## Parochies
Het bisdom had in 2021 een oppervlakte van 7.190 km2 en telde 1.000.180 inwoners waarvan 89,2% rooms-katholiek was.

## Bisschoppen
- José Elías Puyana (15 april 1859 - 20 november 1864)
- Juan Manuel García Tejada (6 juni 1866 - 4 oktober 1869)
- Manuel Canuto Restrepo y Villegas (21 maart 1870 - 1881)
- Ignacio León Velasco (15 maart 1883 - 27 mei 1889)
- Joaquín Pardo y Vergara (4 juni 1891 - 1 februari 1892)
- Manuel José Caicedo Martínez (1 februari 1892 - 2 december 1895)
- Ezequiel Moreno y Díaz (2 december 1895 - 19 augustus 1906; heilig verklaard)
- Adolfo Perea (19 december 1907  - 17 februari 1911)
- Leonidas Medina (23 januari 1912 - 27 maart 1916)
- Antonio María Pueyo de Val (26 november 1917 - 9 oktober 1929)
- Hipólito Leopoldo Agudelo (2 september 1930 - 23 mei 1933)
- Diego María Gómez Tamayo (1 februari 1934 - 22 april 1944)
- Emilio Botero González (30 augustus 1947 - 21 augustus 1961)
  - José de Jesús Pimiento Rodriguez (hulpbisschop: 14 juni 1955 - 30 december 1959; later kardinaal)
- Jorge Alberto Giraldo Restrepo (21 november 1961 - 1 juli 1976; hulpbisschop sinds 13 mei 1960)
- Arturo Salazar Mejía (3 januari 1977 - 2 februari 1995)
- Julio Enrique Prado Bolaños (2 februari 1995 - 1 oktober 2020)
- Juan Carlos Cárdenas Toro (1 oktober 2020 - heden)

## Galerij van afbeeldingen

Wapen van het bisdom Pasto
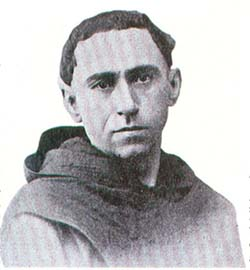
Heilige bisschop Ezequiel Moreno y Díaz (1895-1906)
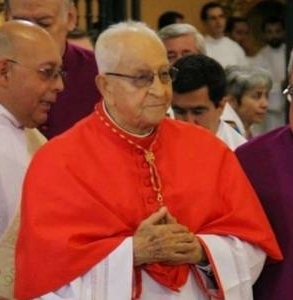
Kardinaal José de Jesús Pimiento Rodriguez (hulpbisschop 1955-1959)

Popayán (aartsbisdom) · Ipiales · Pasto · Tumaco